# Vacansoleil Pro Cycling Team

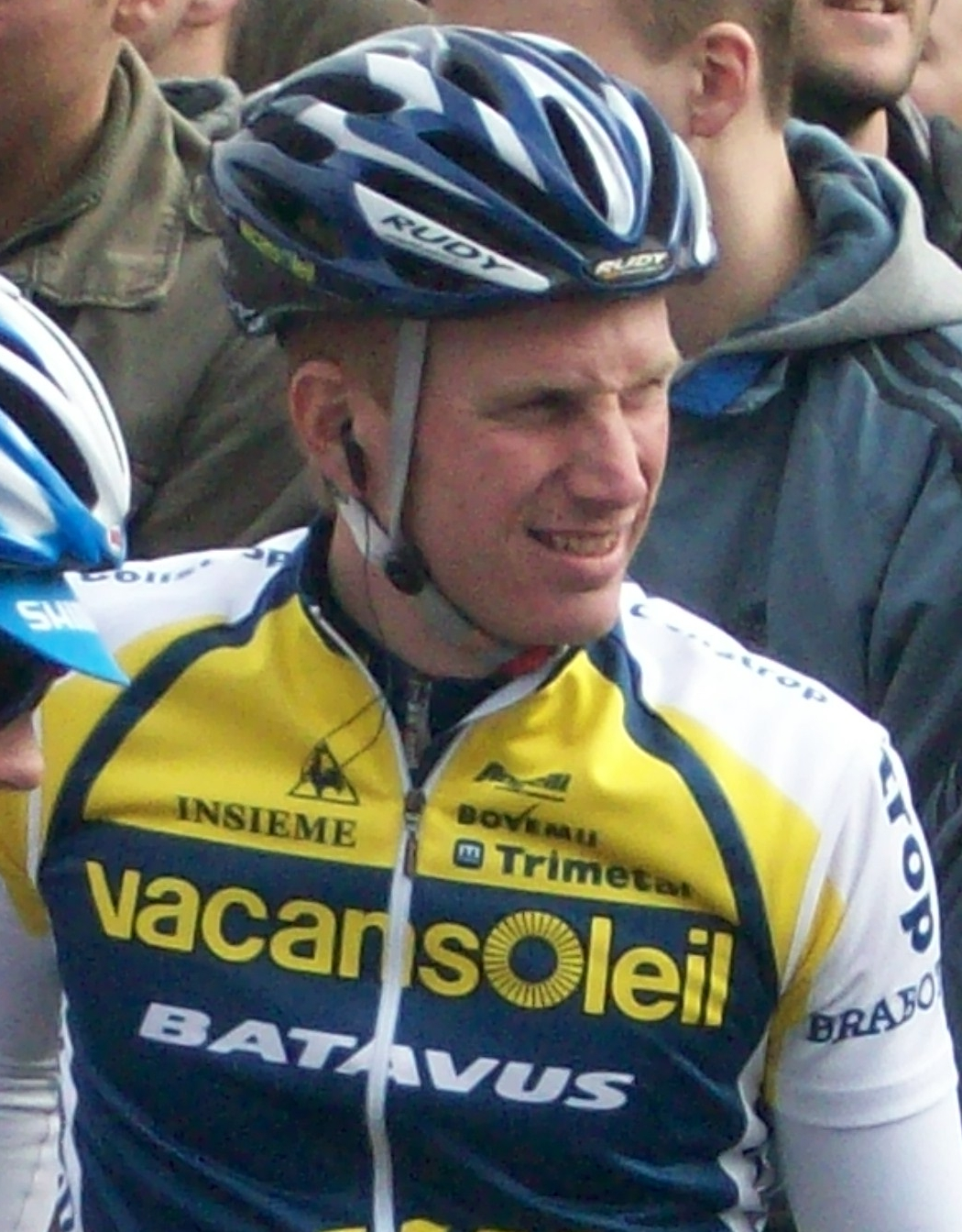
Stallets cyklist Lieuwe Westra.

Vacansoleil Pro Cycling Team är ett tidigare cykelstall, som var registrerat i Nederländerna. De tillhörde UCI Professional Continental innan de blev uppgraderade till en UCI World Tour-licens. 
Stallet startade 2005 under namnet Fondas Imabo-Doorisol. När sponsorn P3 Transfer avslutade sitt sponsorskap gick campingföretaget Vacansoleil in med pengar och tog över som huvudsponsor inför säsongen 2009. Vacansoleil skrev på ett kontrakt att de skulle fortsätta som sponsor under tre år, liksom de nederländska cykeltillverkarna Batavus. Laget lades ned efter säsongen 2014, efter att de två sponsorerna Vacansoleil och DCM beslutade att inte fortsätta.

## Historia
Stallet startade 2005 under namnet Fonda Imabo-Doorisol av Daan Luijkx. Säsongen därpå bytte de sponsor från Doorisol till P3Transfer. Inför säsongen 2008 hoppade P3Transfer in som huvudsponsor och Batavus kom in som sponsor. Laget hade en UCI Continental licens och deltog främst i lopp på UCI Europe Tour-nivå. Bobbie Traksel och Aart Vierhouten blev kontrakterade för att hjälpa stallet att nå en högre nivå.
Inför säsongen 2009 började laget sponsras av researrangören Vacansoleil Camping som har sina europeiska huvudkontor i Eindhoven, Nederländerna och Kempen, Tyskland. Stallet fick en Professional Continental licens. Av de 18 cyklister som fanns med i den säsongens laguppställning kom många från det tidigare laget, P3 Transfer-Batavus. Men flera av cyklisterna kom från det belgiska stallet Cycle Collstrop, som lade ned sin verksamhet efter säsongen 2008. Borut Božič, Marco Marcato, Sergej Lagutin och Matthé Pronk kom alla från det belgiska laget. Cyklisterna kom huvudsakligen ifrån Nederländerna och Belgien. Stallet anställde också cyklisterna Matteo Carrara, Baden Cooke, Clément Lhotellerie och Gerben Löwik. Det nederländska stallet hade som ambition att ta sig upp till cyklingens högsta nivå under säsongen 2011.
Den 7 februari 2009 tog Björn Leukemans stallets första seger när han vann etapp 4 av Étoile de Bessèges. I mars vann Johnny Hoogerland etapp 1 av Driedaagse van West-Vlaanderen, en tävling som han senare blev utsedd till segrare i. Lieuwe Westra vann Arno Wallaard Memorial i april och en månad tog han hem segern i Tour de Picardie. Westra vann också etapp 1 av Tour de Picardie. Matteo Carrara vann Circuit de Lorraine. Slovenen Borut Božič vann etapp 2 och 3 på Belgien runt. Božič vann också etapp 1 av Polen runt. Sergej Lagutin vann de uzbekiska nationsmästerskapen för fjärde gången i sin karriär. Inför augusti 2009 kontrakterade stallet den polska cyklisten Michał Gołaś, med vilka han skulle starta sin hemmatävling Polen runt. Vacansoleil Pro Cycling Team blev inbjudna till Vuelta a España 2009. Borut Božič vann tävlingens sjätte etapp. 
Under säsongen 2010 vann Wouter Mol fem av de sex etapperna i Tour of Qatar. I juli 2010 valde stallet att ansöka om en ProTour-licens. Den 22 november 2010 fick stallet veta att de från början av 2011 skulle få cykla som ett UCI World Tour-lag, den högsta divisionen i cykling. Licensen gällde i tre år.
Inför säsongen 2011 valde DCM att hoppa in som co-sponsor. Ridley och Bianchi valde också att sponsra stallet. Under den nionde etappen av Tour de France tog Johnny Hoogerland den rödvitprickiga bergspriströjan. Under etappen skulle en bil från fransk tv skulle köra om ledarklungan, där Hoogerland och Juan Antonio Flecha befann sig. Föraren rammade Flecha som i sin tur vurpade in i Hoogerland. Holländaren kraschade rakt in i taggtråden vid sidan av vägen. Hoogerland fick omfattande sårskador och blev sydd med 33 stygn. Hoogerland kunde slutgöra etappen. Sammanlagt i Tour de France 2011 blev stallets cyklist Rob Ruijgh den högstplacerade nederländaren, då han slutade på 21:a plats.
Inför säsongen 2012 kontrakterades spanjoren Ezequiel Mosquera, men stallet satte stopp för hans medverkan då han lämnade ett positivt dopningsprov som visade spår av Hydroxyethyl. I mars 2012 vann Gustav Larsson den första etappen av Paris-Nice. Lieuwe Westra vann den femte etappen, medan Thomas De Gendt tog segern på etapp 7. Under den avslutande tempoloppet kunde inte Westra ta sig förbi Bradley Wiggins, vilket innebar att han slutade två i den totala sammanställningen. Samtidigt vann Frederik Veuchelen bergspristävlingen. Årets största succé kom dock på drottningsetappen, etapp 20, i Giro d'Italia, som Thomas de Gendt vann. Dagen därpå klev han upp till tredje plats i den slutliga sammanställningen efter en femte plats på det avslutande tempoloppet. Stallets andra framgångar under året var bland annat att Lieuwe Westra vann den femte etappen, ett tempolopp, i Danmark rundt och tog då totalledningen i loppet. I oktober vann Marco Marcato loppet Paris-Tours.
När stallet förlorade båda sina huvudsponsorer lades det ned efter säsongen 2013. Sportdirektören Hilaire van der Schueren gick över till Accent Jobs-Wanty och tog med sig flera av Vacansoleil-DCM:s tidigare cyklister.

## Tidigare namn
- 2005 Fondas Imabo-Doorisol
- 2006 P3Transfer-Doorisol
- 2007 Fondas-P3Transfer
- 2008 P3 Transfer-Batavus
- 2009-2010 Vacansoleil Pro Cycling Team
- 2011-2013 Vacansoleil-DCM

## Vacansoleil-DCM 2013
| Namn                | Födelsedag        | Nationalitet  | Stall 2014                                     |
| ------------------- | ----------------- | ------------- | ---------------------------------------------- |
| Kris Boeckmans      | 13 februari 1987  | Belgien       | Lotto Belisol                                  |
| Grega Bole          | 13 augusti 1985   | Slovenien     | Adria Mobil                                    |
| Thomas De Gendt     | 6 november 1986   | Belgien       | Omega Pharma-Quick-Step                        |
| Romain Feillu       | 16 april 1984     | Frankrike     | Bretagne-Séché Environnement                   |
| Juan Antonio Flecha | 17 september 1977 | Spanien       | Avslutade karriären                            |
| Johnny Hoogerland   | 13 maj 1983       | Nederländerna | Androni Giocattoli-Venezuela                   |
| Kenny van Hummel    | 30 september 1982 | Nederländerna | Androni Giocattoli-Venezuela                   |
| Martijn Keizer      | 25 mars 1988      | Nederländerna | Veranclassic-Doltcini                          |
| Wesley Kreder       | 4 november 1990   | Nederländerna | Wanty-Groupe Gobert                            |
| Sergej Lagutin      | 14 januari 1981   | Uzbekistan    | Rusvelo                                        |
| Maurits Lammertink  | 31 augusti 1990   | Nederländerna | Cyclingteam Jo Piels                           |
| Björn Leukemans     | 1 juli 1977       | Belgien       | Wanty-Groupe Gobert                            |
| Pim Ligthart        | 16 juni 1988      | Nederländerna | Lotto Belisol                                  |
| Bertjan Lindeman    | 16 juni 1989      | Nederländerna | Rabobank Development Team                      |
| Marco Marcato       | 11 februari 1984  | Italien       | Cannondale                                     |
| Tomasz Marczyński   | 6 mars 1984       | Polen         | CCC Polsat Polkowice                           |
| Barry Markus        | 17 juli 1991      | Nederländerna | Belkin Pro Cycling Team                        |
| Wouter Mol          | 17 april 1982     | Nederländerna | Avslutade karriären                            |
| Nikita Novikov      | 10 november 1989  | Ryssland      | Avstängd                                       |
| Wout Poels          | 1 oktober 1987    | Nederländerna | Omega Pharma-Quick-Step                        |
| Boy van Poppel      | 18 januari 1988   | Nederländerna | Trek Factory Racing                            |
| Danny van Poppel    | 26 juli 1993      | Nederländerna | Trek Factory Racing                            |
| José Rujano         | 18 februari 1982  | Venezuela     | Boyacá se Atreve                               |
| Rob Ruijgh          | 12 november 1986  | Nederländerna | Vastgoedservice-Golden Palace Continental Team |
| Mirko Selvaggi      | 11 februari 1985  | Italien       | Wanty-Groupe Gobert                            |
| Rafael Valls        | 25 juni 1987      | Spanien       | Lampre-Merida                                  |
| Frederik Veuchelen  | 4 september 1978  | Belgien       | Wanty-Groupe Gobert                            |
| Willem Wauters      | 10 november 1989  | Belgien       | Vérandas Willems                               |
| Lieuwe Westra       | 11 september 1982 | Nederländerna | Astana Team                                    |